# اهرنجان
اهرنجان باید توجه داشت که نام اصلی اهرنجان Ahrangan / Ahranjan "اَهروان" Ahrivan است
امروزه ما از قدمت روستای قدیم اهروان ( تپه اهرنجان ) اطلاعی در دست نداریم. مکان فعلی اهرنجان درغرب سلماس کنونی است، اهرنجان  قدیمی اهروان در شمال غربی سلماس کنونی و جنوب تپه اهرنجان قرار داشته که بعد از زلزله سال ۱۳۰۹ ه. ش.  با ویران شدن آنجا مردم خانه‌های خود را به مکان فعلی انتقال دادند که جزء زمین‌های تحت مالکیت خودشان محسوب می‌شد. بقایای خانه‌های قدیمی اهرنجان و یکی از آسیاب‌های آن تا دهه ۷۰ در ضلع غربی سلماس کنونی باقی‌مانده بود که امروزه از بین رفته‌است قبرستان مربوط به اَهروان قدیم که در غرب سلماس و شمال غربی اهروان قرار دارد مربوط به اهروان قدیم است که امروزه نیز مردم اهرنجان اموات خود را در آن به خاک می سپارند.

## تپه اهرنجان یا کؤل تپه
این تپه یکی از قدیمی‌ترین محل اسکان بشر در خاور میانه می‌باشد که قدمتی برابر با ۷۰۰۰ سال پیش از میلاد را دارا می‌باشد. وسعت اولیه این تپه تا ۴۰ – ۵۰ سال قبل بسیار بیشتر از وسعت باقی‌مانده کنونی بود که با بی توجهی تعمدی مسئولین و توسط خود مردم بخش وسیعی از آن برای همیشه از بین رفته . به علت وجود خاکستر در لایه‌های این تپه اهالی منطقه خاک آن را برای تقویت باغچه‌های خود مورد استفاده قرار می‌دادند.
با بررسی‌های کارشناسانه در سطح این تپه انواع ابزار آلات سنگی، سفالی و سنگ‌های ابسیدین کشف شد. باید اضافه کرد که به دلیل عدم حفاظت و حصار کشی در محدودهٔ این تپه روز به روز از مساحت آن کاسته می‌شود و متأسفانه ابزار آلات سنگی ابتدایی پراکنده در سطح آن از بین می‌روند و حتی جدیداً این تپه تبدیل به پیستی برای دوچرخه سواران شده‌است.

## سایر آثار باستانی اهرنجان یا اهروان
از سایر آثار باستانی اهرنجان می‌توان به زیارتگاهی به نام اََولیا و آسیاب قدیمی اهرنجان اشاره کرد که امروزه تنها آثار جزئی باقی‌مانده از آن‌ها به علت گسترش محوطه شهر در سالهای اخیر به کلی از بین رفته است.